# Bruno Nier
Ernst Bruno Nier (* 3. Januar 1880 in Beierfeld; † 26. Februar 1950 in Bautzen) war ein deutscher Ingenieur und Unternehmer.

## Leben und Wirken
Er war der Sohn des Beierfelder Klempners und späteren Fabrikbesitzers Karl Hermann Nier († 17. Januar 1921), der dort 1902 die eigene Firma Hermann Nier Feuerhandwerk als Spezialfabrik für Sturmlaternen gegründet hatte. Ernst Nier war sein Onkel. 
Nach dem Schulbesuch ging er zum Studium an die Technische Hochschule nach Dresden, das er 1906 als Diplom-Ingenieur abschloss. Er kehrte nach Beierfeld zurück und stieg in die väterliche Firma ein. Schon bald wurde Nier die treibende Kraft der Entwicklung von Sturmlaternen. Im Ersten Weltkrieg wurden neben Laternen auch Stahlhelme produziert und im Zweiten Weltkrieg Gasmaskenfilter. Im Jahr 1937 lag die Anzahl der verkauften Laternen bei rund 12 Millionen Stück. Nach dem Ende des Zweiten Weltkriegs wurde das Unternehmen enteignet und demontiert. 
Nach zehn Jahren im Gemeindevorstand von Beierfeld lehnte er im Januar 1930 als Gemeindeältester eine erneute Wiederwahl ab. 1932 kandidierte Nier bei der Ergänzungswahlen der Handelskammer Plauen und engagierte er sich im Turnverein DT Beierfeld, dessen Vorsitzender er wurde. 1935 erfolgte seine Wiederwahl als Vereinsführer.
Am 22. Februar 1948 wurde Nier neben Richard Nier von der Sowjetischen Besatzungsmacht inhaftiert. Er starb 1950 im sowjetischen Speziallager Nr. 4 in Bautzen.

## Schriften
- Probleme und Praxis aus einer industriellen Nationalisierung. In: Erzgebirgischer Volksfreund vom 27. Februar 1930.
- Der Auer Bezirk als Notstandsgebiet. Zur Wirtschaftslage der Metallindustrie. In: Erzgebirgischer Volksfreund vom 26. April 1931.

## Familie
Am 23. April 1912 heiratete er in Dresden Jenny Helena Müller aus Neuwernsdorf.